# Karminsnapper
Karminsnapper (Lutjanus erythropterus) är en fisk i familjen Lutjanidae (vars medlemmar ofta kallas snappers) som finns i Indiska oceanen och västra Stilla havet. Den kallas även karmosinsnapper på svenska.

## Utseende
Karminsnappern är en fisk med hög kropp, sluttande panna och relativt liten mun. Ryggfenan består av 10 taggstrålar, följda av 12 till 14 mjukstrålar. Analfenan har en liknande konstruktion, med 3 taggstrålar och 8 till 9 mjukstrålar. Färgen varierar från skär till röd. Ungfiskar har ett mörkt band från munnen till ryggfenan, och en svart fläck på stjärtspolen; ofta dessutom med smala, röda längsstrimmor. Äldre individer tenderar att vara mörkare än yngre. Mellan ögonen finns en scharlakansröd fläck. Som mest kan arten nå en längd av 82 cm, men blir sällan mycket längre än 45 cm.

## Vanor
Arten lever på djup mellan 5 och 100 m över sandbankar, hårda bottnar som grus och korall samt sanbottnar, gärna i närheten av rev. Ungfiskar lever på grunda vatten med dybotten. Födan består främst av fisk, men också till mindre del av bläckfiskar, kräftdjur och andra bottendjur. Karminsnappern är framför allt nattaktiv. Den kan bli upp till 8 år gammal.

## Utbredning
Utbredningsområdet omfattar Indiska oceanen och västra Stilla havet från Omanbukten till sydöstra Asien, Japan i norr och Australien i söder. Uppgifter om fynd i Röda havet är ännu obekräftade.

## Betydelse för människan
Karminsnappern fiskas kommersiellt, främst med långrev och bottentrål. Den saluförs i regel färsk eller saltad. Arten odlas även, och förekommer i offentliga akvarier.